# Technomyrmex incisus
Technomyrmex incisus é uma espécie de formiga do gênero Technomyrmex.